# Robert Skotak
Robert Skotak (17 de maio de 1945) é um especialista em efeitos visuais estadunidense. Venceu o Oscar de melhores efeitos visuais por Aliens e Terminator 2: Judgment Day, ao lado de Dennis Muren, Stan Winston e Gene Warren, Jr.